# ジョン・フィリップス (経済学者)
ジョン・グラント・フィリップス（英語: John Grant Phillips、KBE、1911年3月13日 – 1986年10月7日）は、オーストラリアの経済学者。オーストラリア準備銀行の第2代総裁（在任：1968年7月 - 1975年7月）として知られる。その名前は、現在のオーストラリア紙幣に署名"J. G. Phillips"として見ることができる。

## 生涯

### 受勲
1968年6月8日の女王誕生記念叙勲において、大英帝国勲章のコマンダー（CBE）を受勲した 。さらに、1972年の新年叙勲において大英帝国勲章のナイト・コマンダー（KBE）を受勲した。

### 死去
1986年10月、フィリップスは妻メアリーとともに自殺した姿で発見された。

## 著書
- Developments in monetary theory and policies (1971), R. C. Mills memorial lecture; 5 - ISBN 0424062607